# سباستین ویبرتی
سباستین ویبرتی (انگلیسی: Sebastián Viberti; ۲۵ مهٔ ۱۹۴۴ – ۲۴ نوامبر ۲۰۱۲) بازیکن فوتبال، و سرمربی (فوتبال) اهل آرژانتین بود.
از باشگاه‌هایی که در آن بازی کرده‌است می‌توان به باشگاه خیمناستیک تاراگونا، باشگاه فوتبال اتلتیکو هوراکان، و باشگاه فوتبال مالاگا اشاره کرد.